# Eudocimus albus
L'ibis bianco (Eudocimus albus Linnaeus, 1758) è un uccello pelecaniforme della famiglia dei Treschiornitidi.

## Descrizione
Gli adulti sono lunghi 56–61 cm e l'apertura alare di 85–95 cm. Hanno lunghi becchi ricurvi, zampe rosa e glabre facce rosse. Il piumaggio è completamente bianco, ad eccezione delle punte delle ali nere. I giovani sono in larga parte bruni con le regioni inferiori bianche e leggermente glabre.

## Distribuzione e habitat
Questi uccelli si trovano in aree paludose, spesso vicino alle coste, e sono diffusi nelle zone tropicali dell'America.

## Caratteristiche
Costruiscono sugli alberi o sui cespugli nei pressi dell'acqua nidi fatti di ramoscelli e una loro covata tipica è composta da 2 a 5 uova. Sono monogami e coloniali e spesso nidificano in colonie miste con altri trampolieri.
Gli ibis si nutrono generalmente di pesci, rane, crostacei e insetti.